# بیر بهادر چتری
بیر بهادر چتری (انگلیسی: Bir Bahadur Chettri؛ زادهٔ ۷ سپتامبر ۱۹۵۵) بازیکن هاکی روی چمن اهل هند بود.
وی به‌همراه تیم ملی هاکی روی چمن مردان هند به قهرمانی بازی‌های المپیک تابستانی ۱۹۸۰ دست پیدا کرده‌است.